# 大木戸森右エ門
大木戸 森右エ門（おおきど もりえもん、1876年5月13日 - 1930年11月7日）は、兵庫県菟原郡魚崎村（現・兵庫県神戸市東灘区魚崎南町）出身で湊部屋（大坂）に所属した大相撲力士、第23代横綱。本名は内田 光蔵（うちだ みつぞう）。
生年月日は「1878年11月2日」とする説が有力だったが、大木戸の後に湊を襲名した呼出・滝三の生年月日であることが判明した。

## 来歴

### 大坂相撲の第一人者に
1876年5月13日に、「灘の生一本」で有名な兵庫県菟原郡魚崎村（現・兵庫県神戸市東灘区魚崎南町）で酒樽製造業を営む家に生まれた。体格の良さから地元の子供相撲では大関として活躍し、あまりの力強さに生家の樽を壊してばかりだったという。港湾労働で荒仕事をこなしながら草相撲でも活躍していたところ、日清戦争の従軍中に知り合った大坂相撲の力士の紹介で、第13代・湊由良右衛門（元小結・黒柳松治郎）に入門し、1896年9月場所で「大城戸平八（光蔵）」の四股名で初土俵を踏む。1898年10月場所で三段目に昇進した際に、「大木戸森右エ門」と改名、1903年1月場所で新入幕を果たす。
大坂相撲では無類の強さを誇った、初の公認横綱・若島権四郎に唯一、太刀打ち出来る力士とされていた。その言葉の通り、小結だった1904年1月場所、さらに関脇へ昇進した同年5月場所と連続して若島を破り、1905年1月場所には大関に昇進した。この入幕から大関昇進の時期には東京相撲との合併興行と巡業が行われており、東京の常陸山谷右エ門に目をかけられ、稽古をつけられていたことがスピード出世につながった。大木戸自身も常陸山にかわいがられていた由縁で何度か東京相撲への加入を決意したが、大坂相撲の看板力士であるために協会首脳に拝み倒され、断念する結果となった。この事態が、数年後の横綱免許をめぐるトラブルの遠因ともなる。
若島が負傷によって現役引退を余儀なくされた後の大坂相撲では最強を誇り、両手突きの威力は「二発で相手は土俵の外」とまで言われ、東京相撲の太刀山峯右エ門を彷彿とさせた。大関だった大木戸は1908年6月場所から1909年5月場所まで3場所連続の9戦全勝優勝も記録した。

### 横綱免許をめぐるトラブル
この成績を見た大坂相撲は、1909年に吉田司家へ横綱免許の授与を申請したが、吉田司家は横綱免許をすぐに授与せず、「同年11月に開催する博多での合併興行の結果で判断したい」と回答してきた。大木戸はこの合併興行で3勝1敗3引分3休という不本意な成績を残したことで横綱昇進が遠退いたと思われた矢先、仲介者の後押しで大坂相撲は吉田司家へ横綱免許の授与を再申請するが、今度は吉田司家から申請書に「東京相撲の横綱による加判」を求めた。当時、常陸山によって大坂相撲の有力力士を次々と東京相撲へ引き抜かれていた背景があり、大坂相撲は東京相撲を毛嫌いしていたために加判に難色を示し、引退したばかりの若島の加判だけで申請を行おうとしたことで、大坂相撲と吉田司家の交渉は決裂した。
その後、大坂相撲は吉田司家を無視して住吉神社と共謀し、1910年1月6日に大木戸に対する横綱免許を授与、大木戸は奉納横綱土俵入りを行った。これを知った吉田司家は無断で授与した大坂相撲に激怒して破門を宣告したほか、東京相撲も大坂相撲に対して絶縁宣言を叩きつける大事件へ発展した。このままでは大木戸は非公認横綱とされるままだったが、1912年12月に大坂相撲は東京相撲・吉田司家両者へ正式に謝罪し、大木戸への横綱免許の授与を改めて申請した。吉田司家は「大木戸の横綱撤回（ただし、大阪・熊本以外での地方巡業では横綱を黙認）」「今後、大坂相撲が横綱免許を申請する際は、東京相撲の横綱は加判を止めて口添えを行うこと」を条件とした。大坂相撲はこれを承認したことで東京相撲も絶縁宣言を撤回、大木戸の横綱免許が改めて申請され、既に36歳で全盛期を過ぎたとはいえ、これでようやく公認横綱となった。

### 不本意な引退～晩年
しかし、公認横綱として最初の本場所である1913年1月は5勝3敗2休と振るわず、同年4月に呉で開催された東京大坂合併興行では、東京相撲の伊勢ノ濱慶太郎との取組中にめまいがしたという。さらに明るい場所で電気を付けようとしたために眼科へ担ぎ込まれ、さらに呉海軍病院で検査を受けたところ、脳溢血と判明した。すぐに手術を行って一命は取り留めたが半身不随になってしまい、このような状態では現役続行など出来る筈が無いため、同年5月場所と1914年1月場所を全休したのを最後に現役を引退した。
引退後は頭取（年寄）・湊を襲名したが、病身で引退相撲も横綱らしからぬものになってしまい、健康面の改善も見られないことで親方としての職務にも支障があったため、1916年6月に廃業した。晩年は「横綱屋」という居酒屋を経営、また煙草の売店を営み細々と生活していたと伝わっており、1930年11月7日に脳卒中で死去、54歳没。死の直前には大阪医科大学附属医院に自身の解剖を申し出、遺骸は同院に献体された。大木戸には最期まで身寄りが存在せず、墓の場所は現在でも判明していない。

## 人物
大坂相撲では幕内最高優勝が10回あり、そのうち5回は全勝優勝だった。筋骨隆々の体格で上突っ張りの威力は猛烈な破壊力があった。また、右四つからの上手投げに冴えを見せる一方で、怪力に似合わず巧みな前裁きを見せるなど、頭脳的な相撲ぶりで大坂相撲最強力士とも言われた。
幕内成績では先輩横綱である若島権四郎の勝率（.920）、優勝（相当成績）4回に対して、勝率.877、優勝10回と善戦しており、東西合併相撲で大坂相撲が東京相撲に比べて力量が劣ることが判明しても、太刀山峯右衛門に5勝10敗5分、駒ヶ嶽國力に1勝1敗1預、荒岩亀之助に3勝など「大坂に大木戸あり」と勇名を轟かせた。しかし、東京相撲の力士との対戦では若島ほどの成績を挙げられず、これが原因で評価を下げることになった。

## エピソード
- 大坂相撲の公認横綱としては唯一、初土俵から引退まで一貫して大坂相撲の所属だった[注 3]。
- 現存する大坂相撲時代の写真では、大木戸が締めている横綱は縒り方が逆になっている。上記の写真は縒り方が現在の綱とは逆で、宮城山福松の大坂相撲時代の写真にも締めている横綱の縒り方が逆のものがある。
- 大木戸の横綱土俵入りを見た新聞記者によると、「蹲踞してチリを切り、柏手は万歳して頭の真上で打つ。土俵中央に立つ時は足を揃えて直立不動、両手の開き方・曲げ方も極端なほどに節度を付けるから、初めて彼（大木戸）を見た東京の客は『よッ、体操!』と声をかけた」と書いており[4]、なかなか個性的な土俵入りだったと思われる。
- 現役時代に結婚しているが数度の離婚歴があるうえに、身体が不自由になると妻に逃げられるなど、横綱でありながら余生は寂しいものだった。
- 右腕には入墨を硫酸で焼き取った傷があったという[4]。
- 1993年（平成5年）、神戸市在住の有志により、出身地の東灘区魚崎南町に「第二十三代横綱 大木戸森右衛門 生誕之碑」の石碑が建立された[5]。

## 場所別成績
大坂相撲の本場所における十両昇進以降の成績を示す。
| 1902年 （明治35年） | 西十両筆頭 6–1–2 1分 | x                 |
| 1903年 （明治36年） | 西前頭6枚目 6–3–1    | 西前頭筆頭 6–2–2  |
| 1904年 （明治37年） | 西小結 8–0–1 1分     | 西関脇 8–0–1 1預  |
| 1905年 （明治38年） | 西大関 9–0–1         | 西大関 6–1–1 2分  |
| 1906年 （明治39年） | 西大関 9–0–1         | 西大関 8–1–1      |
| 1907年 （明治40年） | 東大関 3–1–4 2預     | 東大関 7–0–2 1預  |
| 1908年 （明治41年） | 東大関 7–2–1         | 東大関 9–0–1      |
| 1909年 （明治42年） | 東大関 9–0–1         | 東大関 9–0–1      |
| 1910年 （明治43年） | 東横綱大関 6–2–1 1分 | 東横綱大関 8–1–1  |
| 1911年 （明治44年） | 東横綱大関 7–1–1 1分 | 東横綱大関 6–2–2  |
| 1912年 （明治45年） | 東横綱大関 7–1–1 1分 | x                 |
| 1913年 （大正2年） | 東横綱大関 5–3–2     | 東横綱大関 0–0–10 |
| 1914年 （大正3年） | 東横綱 引退 0–0–10   | x                 |
| 各欄の数字は、「勝ち-負け-休場」を示す。 優勝 引退 休場 十両 幕下 三賞：敢=敢闘賞、殊=殊勲賞、技=技能賞 その他：★=金星 番付階級：幕内 - 十両 - 幕下 - 三段目 - 序二段 - 序ノ口 幕内序列：横綱 - 大関 - 関脇 - 小結 - 前頭（「#数字」は各位内の序列） |                      |                   |